# Alberto Capón
Alberto Díez Capón (Madrid, España, 19 de febrero de 1963) es un exfutbolista y entrenador español. Jugó como centrocampista . Actualmente está sin equipo después de dejar el Elche Ilicitano.

## Trayectoria
Capón se inició en las categorías inferiores del Real Madrid, posteriormente jugó en el Conquense y Móstoles, y fichó por el Industrial Melilla mientras cumplía el servicio militar. Posteriormente jugó 6 temporadas en el Rayo Vallecano, luego fichó por el Elche donde estuvo 4 temporadas interrumpidas por una temporada que pasó en la Unión Deportiva Las Palmas. Se afincó en Elche e inició una trayectoria como entrenador en equipos alicantinos de Tercera División y regional, además de dirigir varias temporadas diferentes equipos del fútbol base del Elche Club de Fútbol.

## Clubes

### Como jugador
| Club               | País   | Año       |
| ------------------ | ------ | --------- |
| U. B. Conquense    | España |           |
| C. D. Móstoles     | España |           |
| Industrial Melilla | España | 1982-1983 |
| Rayo Vallecano     | España | 1983-1989 |
| Elche C. F.        | España | 1989-1991 |
| U. D. Las Palmas   | España | 1991-1992 |
| Elche C. F.        | España | 1992-1994 |
| Santa Pola C. F.   | España |           |

### Como entrenador
| Club             | País   | Año       |
| ---------------- | ------ | --------- |
| Elche Ilicitano  | España | 1997-1998 |
| Santa Pola C. F. | España | 1998-1999 |
| Torrellano C. F. | España | 2004-2006 |
| Santa Pola C. F. | España | 2006-2008 |
| Elche Ilicitano  | España | 2008-2011 |